# Boanomonarch
De boanomonarch (Symposiachrus boanensis, maar meestal Monarcha boanensis) is een zangvogel uit de familie monarchen (Monarchidae). De boanomonarch is een zeer zeldzame soort. Hij is inheems op het eiland Boano gelegen ten noordwesten van het Zuid-Molukse eiland Ceram.

## Een herontdekking
Op 13 mei 1918 verzamelde F.J.P. Sachse tijdens een Nederlands geologische expeditie op Ceram een boanomonarch en stuurde het exemplaar naar het museum in Bogor, toen nog Buitenzorg in Nederlands-Indië. Pas in 1939, nog steeds in Bogor, werd de vogel beschreven als Monarcha trivirgata boanensis (een ondersoort van de brilmonarch) door Adriaan Cornelis Valentin van Bemmel. In 1950 werd het exemplaar overgebracht naar het Rijksmuseum van Natuurlijke Historie in Leiden (nu Naturalis). Bijna 50 jaar bleef de vogel onbekend. Om meer te weten te komen over de boanomonarch zijn tussen 1990 en 1994 vier expedities op zoek gegaan op het eiland Boana. Aldus herontdekte in 1991 Kees Moeliker samen met Kees Heij de uitgestorven gewaande vogel. Het lukte toen om een jonge vogel te vangen in een beboste kalksteenkloof in een bergachtig deel van het eiland. In 1994 werd opnieuw dit gebied onderzocht; toen troffen de expeditieleden 5 tot 10 vogels, sommige al zingend. Een volwassen vogel werd levend gevangen en gefotografeerd. Verder werd studie gemaakt van het geluid, de wijze van voedsel zoeken en manier waarop de vogel zich gedraagt in zijn leefomgeving.
Na 1994 duurde het een kleine 17 jaar voordat het eiland Boano weer door ornithologen werd bezocht. In januari 2011 constateerde de vogelgids James Eaton dat de boanomonarch tamelijk algemeen voorkwam langs de rand van het kalksteengebergte. Hij nam de eerste foto's van vrij vliegende volwassen exemplaren en maakte geluidsopnamen van zang en roep.

## Kenmerken
De boanomonarch kan een lengte van 16 centimeter bereiken. Zijn kop, rug, bovenkant van de vleugel en het midden van de staartveren zijn zwart. De buitenste staartveren zijn aan de onderkant wit. De kin en de keel zijn zwart en de onderkant van de wangen, de buik en de onderste staartdekveren zijn wit. De iris is donker. De snavel is lichtblauw, de poten zijn lichtgrijs. Het mannetje en het vrouwtje lijken op elkaar.
Bij onvolwassen vogels is de bovenzijde leigrijs. De vleugels zijn bruinachtig grijs en de staart is zwart. De drie buitenste staartveren hebben witte stippels. De onderkant is vuilwit. De borst is soms een beetje zalmroze gekleurd.

### Geluid
Zijn zang is een duidelijke tjuuu tjuuu, gevolgd door een zachte, aanhoudende insectachtig snorren; een geluid dat lijkt op dat van de snor. Dit geluid verdwijnt al na ongeveer zes seconden. De alarmroep is een raspende schrrwie schrrwie, dat een paar seconden zonder onderbreking wordt herhaald.

## Verspreiding en leefgebied
De  boanomonarch komt voor op een eilandje Boano ten noordwesten van Ceram in ravijnen en dalen van de uitlopers van een berggebied op hoogtes tot 150 meter boven de zeespiegel. Deze kloven zijn begroeid met dicht, gedeeltelijk groenblijvend secundair bos.

## Leefwijze
De maaginhoud van een onderzocht exemplaar bevatte kevers en de larven van kleine ongewervelde dieren. De boanomonarch leeft in paren of in kleine familiegroepen. Soms zijn ze ook te zien in gemengde groepen met andere vogelsoorten.
Op zoek naar voedsel beweegt de boanomonarch zich behendig door de dichte, lage ondergroei, of laag in het geboomte of in bamboestruikgewas.

## Status als beschermd dier
De waarnemingen uit 1994 in een bosgebied van ongeveer vijf hectare, resulteerden in een schatting van 50-100 vogels. Het totale bestand wordt op 100 tot 200 exemplaren geschat. Door voortdurende houtkap is het areaal waarin deze vogel leeft met 85% afgenomen. Daarom staat deze vogel als ernstig bedreigd op de Rode Lijst van de IUCN.
Van de boanomonarch worden slechts twee exemplaren in museumcollecties bewaard. Het holotype ligt in NCB Naturalis en het exemplaar dat in oktober 1991 werd verzameld (een juveniele vogel) in het Natuurhistorisch Museum Rotterdam.